# Karmindompap
Karmindompappen (Carpodacus erythrinus) er en fugleart i familien finker. Den findes i Europa og Asien, men er en sjælden ynglefugl i Danmark.

## Udseende
Karmindompappen er omkring 15 centimeter lang og vejer 20-25 gram. Hannerne får, fra de er to år gamle, en stærk karminrød farve på hoved, bryst og overgump. Hunner, ungfugle og et-årige hanner er brunlige med lys, stribet underside. Disse fugle uden rødt kan derfor minde om gråspurve-hunner.
Mange af de hanner, der ses i Danmark er et-årige. Sandsynligvis skyldes det, at Danmark ligger i udkanten af karmindompappens udbredelsesområde, og det især er unge fugle, der søger mod grænserne for en arts yngleområde.

## Forekomst
Karmindompappen findes oftest i åbne områder, fx strandenge, med spredte bevoksninger af træer eller buske. I Danmark (og fx Finland) forekommer den også i parker og tilgroede haver. Tit opdages fuglen ved hannens karakteristiske sang, der lyder som "diju-vip tjuhuu", men den er ofte vanskelig at få øje på.

## Udbredelse
Karmindompappen har en østlig udbredelse i Europa, idet den yngler fra Skandinavien i vest og videre gennem Østeuropa og Asien helt til Stillehavs-kysten. I Danmark yngler den fåtalligt, især ved østvendte kyster eller nordvendte odder. Som trækfugl træffes den oftest om foråret, fx ved et træksted som Gilbjerghoved. Arten er nyindvandret til Danmark og var så sent som i 1970'erne kun fundet ynglende i ganske få tilfælde. Derefter voksede den danske bestand markant, men dette vendte igen i 1990'erne, formodentlig på grund af mere regn, og i 2018 var der kun omkring 40 par, med størstedelen på Bornholm og i Vendsyssel. Den er regnet som en truet art på den danske rødliste 2019. En lignende udvikling i bestanden har man set for en række andre fugle i Danmark (f.eks. pungmejse, pirol, drosselrørsanger og høgesanger), der foretrækker varme somre men med begrænset regn, og har deres hovedudbredelsen sydøst for Danmark.
Karmindompappen er en trækfugl, der ankommer til sine ynglepladser i slutningen af maj og trækker bort igen allerede i juli eller august. Den overvintrer som en af få danske fugle i Indien og Sydøstasien.

## Ynglepladser
Som mange andre fugle opretter karmindompappen i yngletiden territorier. Her bygger parret typisk sin rede i buskadser eller graner 0,25-2,5 m over jorden. I Danmark lægges 4-6 æg i første halvdel af juni, og de udruges i løbet af et par uger.

## Føde
Den ernærer sig mest af blad- og blomsterknopper fra fx røn, ribs og æbletræer. Også rakler fra pil, frø fra mælkebøtte, mindre insekter og bladlus er populær føde.